# چیلیه
چیلیه (به ایتالیایی: Cigliè) یک کومونه در ایتالیا است که در استان کونیو واقع شده‌است.

## خصوصیات
چیلیه ۶٫۰ کیلومترمربع مساحت و ۱۸۵ نفر جمعیت دارد.